# Commune (Norvège)
Pour les articles homonymes, voir Commune (homonymie).

Carte de la Norvège indiquant son découpage en kommuner.

La commune (en norvégien kommune, au pluriel kommuner) est une subdivision territoriale de Norvège. Il s'agit de la plus petite entité de gouvernement local.

## Caractéristiques
Les kommuner sont des subdivisions des fylker, les comtés norvégiens. Elles sont responsables de l'éducation primaire, des routes municipales et de différents services publics comme, entre autres, les consultations médicales, les services aux personnes âgées ou aux chômeurs. La police et les services religieux sont cependant assurés au niveau national.
Une kommune peut regrouper plusieurs villes ou villages et être significativement étendue, tout comme n'être composée que d'une seule localité. Certaines kommuner, comme Bergen, sont subdivisées en bydeler (quartiers).

## Langue

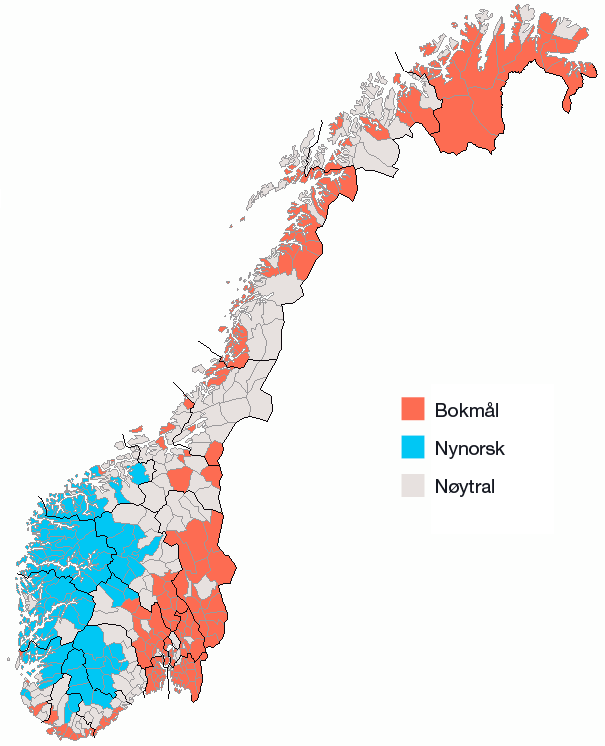
Variété officielle de norvégien par kommune :
Nynorsk
Bokmål
Neutre

L'État norvégien utilise officiellement deux formes écrites du norvégien : le bokmål et le nynorsk. Au niveau des kommuner, 37 % utilisent le bokmål, 27 % le nynorsk et 36 % sont neutres sur la question.
En plus du norvégien, certaines kommuner utilisent également le same du Nord. Gáivuotna - Kåfjord dans le comté de Troms, et Kautokeino, Karasjok, Nesseby, Porsanger et Tana dans le comté de Finnmark utilisent le bokmål et le same. Snåsa dans le comté de Nord-Trøndelag et Tysfjord dans le comté de Nordland sont neutres pour le norvégien et utilisent en plus le same.
En plus du bokmål et du same, Porsanger utilise également le kvène.

## Superficie et composition d'unekommune
Du fait de leur superficie, les kommune norvégiennes ne doivent pas être appréhendées comme les communes françaises. Les kommune norvégienne sont bien plus grandes que les françaises, de fait elles se rapprochent plus des communautés de communes françaises. Elles sont composées d'un centre administratif et de diverses localités (qui correspondent aux villages français).
Enfin, une ville peut-être présente dans une commune. Il peut arriver qu'une ville soit une commune (ex. : Haugesund). Mais c'est un cas plutôt rare, généralement une ville fait partie d'une commune plus grande qui peut porter le nom de la ville (ex. : Molde). Enfin, il peut y avoir une ville dans une commune (même rurale) avec des noms différents (ex. : la kommune de Ringerike qui comprend la ville de Hønefoss).

## Statistiques
(janvier 2020).
En 2020, la Norvège est divisée en 356 kommuner, regroupées en 11 fylker. La capitale, Oslo, est à la fois une kommune et un fylke. La tendance actuelle est à la fusion : en 1930, la Norvège comptait 747 kommuner.
Les kommuner les plus peuplées sont Oslo (560 484 habitants), Bergen (252 051 habitants) et Trondheim (165 191 habitants) ; les moins peuplées sont Træna (451 habitants), Modalen (360 habitants) et Utsira (212 habitants).
Les kommuner les plus étendues sont Kautokeino (9 708,13 km2), Karasjok (5 452,86 km2) et Porsanger (4 873,92 km2) ; les plus petites sont Fedje (9,32 km2), Utsira (6,29 km2) et Kvitsøy (6,16 km2).